# کیتی هارمن
کیتی هارمن (به انگلیسی: Katie Harman) (زاده ۱۸ اوت ۱۹۸۰) بازیگر، خواننده و ملکه زیبایی اهل آمریکا است.
او در سال ۲۰۰۲ به نمایندگی از اورگن برنده دوشیزه آمریکا شد.